# 雲南反共救國軍
中華民國雲南反共救國軍，為中華民國政府將1949年失去对雲南的统治後失散在各處的部隊重新整編的軍隊，由李彌將軍任總指揮，於1951年3月成立，主要的活動範圍在緬、寮邊境區域。在1954年撤退至台灣，留在泰國、緬甸的餘部，成為泰緬孤軍。

## 歷史
1949年12月，中華民國雲南省主席卢汉率部投共，昆明戰役結束後，效忠中华民国政府的各方势力仍不断发起軍事行動，试图光复云南。
1950年，韓戰爆發。1951年3月，在中華民國政府提供支援與整編後，重組為雲南反共救國軍，由李彌將軍指揮。5月，李弥曾率领雲南反共救國軍成功反攻云南，一度占领沧源、耿马、双江、澜沧等边城，但在7月被解放军3个师击退後撤出雲南省。
1952年夏季，李彌再度反攻雲南，未能成功，雲南反共救國軍在緬、寮国邊境活動期間在當地興建了猛撒機場與雲南省反共抗俄大學，這支軍隊在緬甸境內的活動引起緬甸輿論反對，後來逐漸演變為緬甸軍隊與反共救國軍的戰爭，在寮國共產黨尚未掌握政权時，反共救國軍曾協助寮國國王與寮共作戰。
緬甸聯邦向聯合國控訴中華民國政府侵略緬甸，第七屆联合国大会於1953年4月通過第707號決議，要求緬甸境內的外國軍隊之武裝，該軍隊需同意聽受拘留或立即撤離緬甸聯邦領土。而蔣中正在遭受联合国决议及美国政府的雙重壓力下，將該部隊於1953年11月至1954年5月間，分批撤抵臺灣，:181隨後宣稱，已盡其所能將部隊撤走，餘下人員非其所能影響:181。曼谷四國軍事委員會結束之後，實際上將部隊中較精良的人員重新整編為雲南人民反共志願軍，以「志願軍」的名號繼續滯留在佤山區域進行反共作戰，由段希文領導:181、183。
1953年至1954年間，撤退至台灣的雲南反共救國軍成員與眷屬，約7000餘人，被安置在桃園市忠貞新村等地。

## 後續

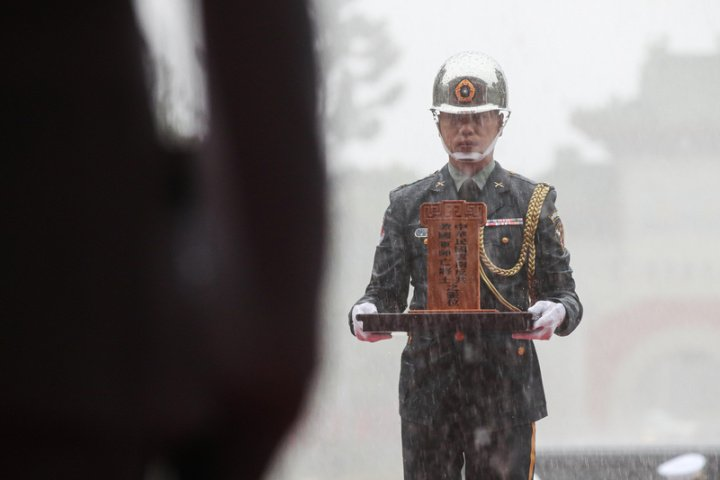
2023年雲南反共救國軍其中可考之948名陣亡將士英靈在大雨中入祀國民革命忠烈祠

2012年8月28日，中華民國國防部將反共救國軍其中可考之440名陣亡將士牌位入祀安位進臺北圓山國民革命忠烈祠。
2023年6月30日，中華民國國防部再次將反共救國軍其中可考之948名陣亡將士牌位入祀安位進臺北圓山國民革命忠烈祠。

## 另見
- 雲南人民反共志願軍